# Малов, Аркадий Васильевич
Аркадий Васильевич Малов (26 апреля 1928, деревня Большие Токташи, Чувашская АССР — 25 апреля 1995, Чебоксары) — чувашский поэт, литературный переводчик.

## Биография
Среднее образование получил в Ходарской средней школе, поступил в Чувашский педагогический институт.
Трудился редактором в Чувашском книжном издательстве, ответственным секретарём в журнале «Ялав», главным редактором журнала «Тӑван Атӑл».

## Литературные работы
Его поэзия выходила в свет в газетах и журналах.
Переводы:
- С. Антонов «Юманай такмакĕсем» (Юманайские частушки);
- С. Шляху «Ваня юлташ» (Товарищ Ваня);
- М. Шолохов «Лăпкă Дон» (Тихий Дон);
- Э. Казакевич «Кăвак тетрадь» (Голубая тетрадь).

Перевод романа Л. Толстого «Война и мир» незавершён.